# 加拿大的大麻
加拿大當局認定消遣以及药用的大麻合法。 加拿大境內允許種植大麻。 2018年10月17日，加拿大大麻法生效，這使得加拿大成为继乌拉圭之后世界上第二个正式将大麻以及大麻种植、持有、收购和消费合法化的国家。加拿大也是第一個將大麻合法化的G7和G20国家。 
1923年，加拿大當局禁止大麻流通，2001年7月30日，加拿大允許医用大麻合法化。
自2018年10月17日起，加拿大人民可以合法持有消遣用大麻。 不過大麻的生產和消費依舊有一定的限制，例如向未成年人銷售大麻會受到惩罚。 
截至2019年1月，加拿大各省政府允許在线销售消遣用大麻。大多数加拿大省份都有銷售大麻的商店。 